# Tempelbezirk Pesch
Der Tempelbezirk Pesch, im Volksmund auch Heidentempel genannt, ist eine aus mehreren Bauwerken bestehende gallo-römischen Tempelanlage, die auf der Anhöhe „Addig“ zwischen den Orten Bad Münstereifel-Nöthen und Nettersheim-Pesch in der Eifel während des 1. bis 4. nachchristlichen Jahrhundert bestand. Die heute in ihren Grundmauern teilrekonstruierten Überreste des Matronenheiligtums wurden in den Jahren 1913 bis 1918 von Hans Lehner ergraben, eine Nachuntersuchung fand im Jahre 1962 statt, und brachten eine Vielzahl von Weiheinschriften zu Ehren der Matronae Vacallinehae.

## Lage
Der gallo-römische Tempelbezirk wurde auf einer Anhöhe über dem Zusammenflusses von Wespelbach und Hornbach errichtet. Er gehört zu den besterhaltenen römischen Kultanlagen in Nordrhein-Westfalen. Hier lassen sich wichtige religions- und sozialhistorische Erkenntnisse für die Provinz Niedergermanien gewinnen. Die größte Ausdehnung der Anlage bildet ein geostetes Rechteck von 100 mal 34 Metern aus dem 4. nachchristlichen Jahrhundert. Die architektonischen Anfänge lassen sich auf das 1. Jahrhundert nach Christus datieren, die Blüte wurde im 4. Jahrhundert erreicht, die Zerstörung wurde für den Anfang des 5. Jahrhunderts festgestellt.

## Der Kult

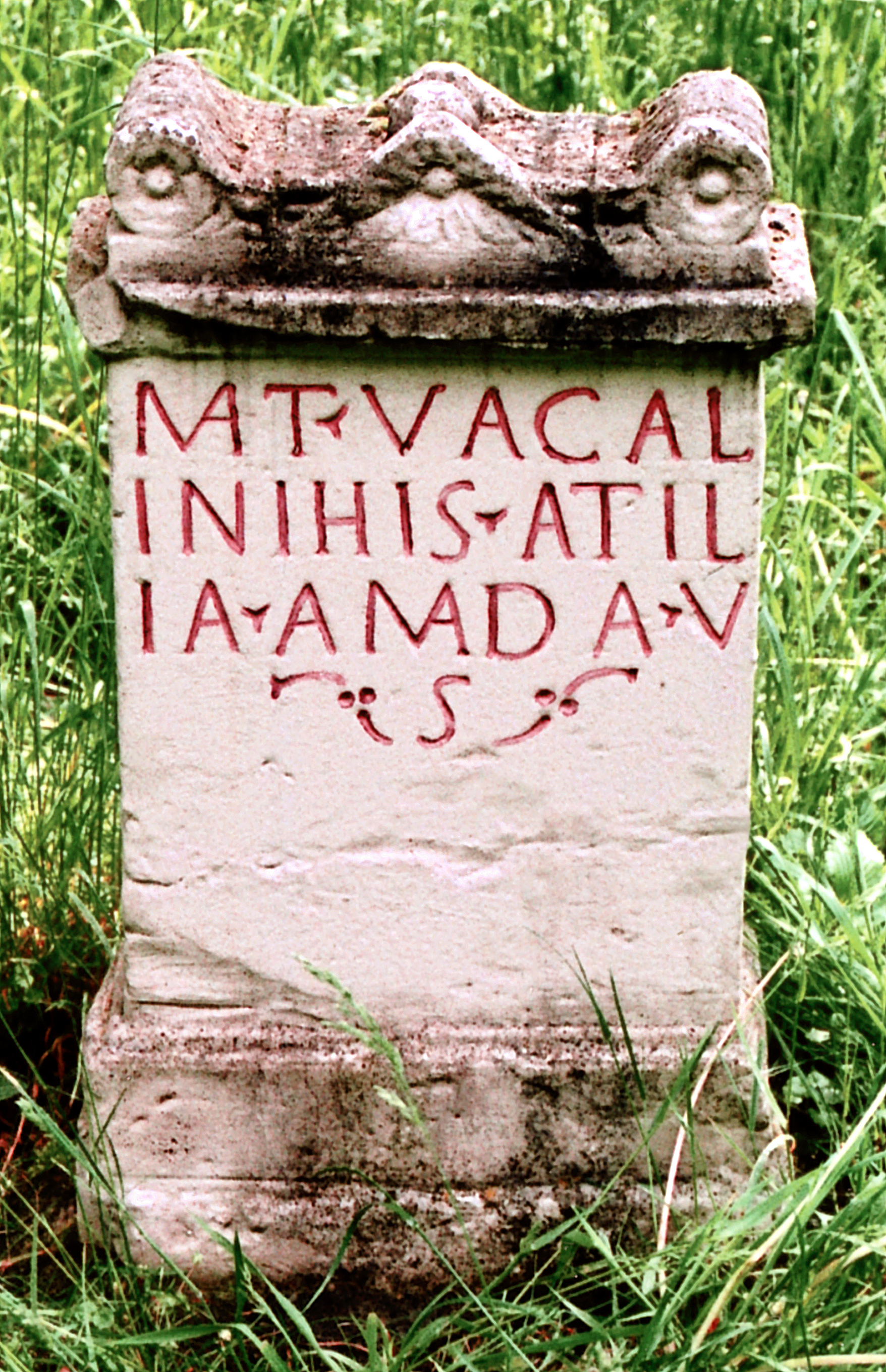
Weihestein der Atilia Amanda an die Matronae Vacallinehae

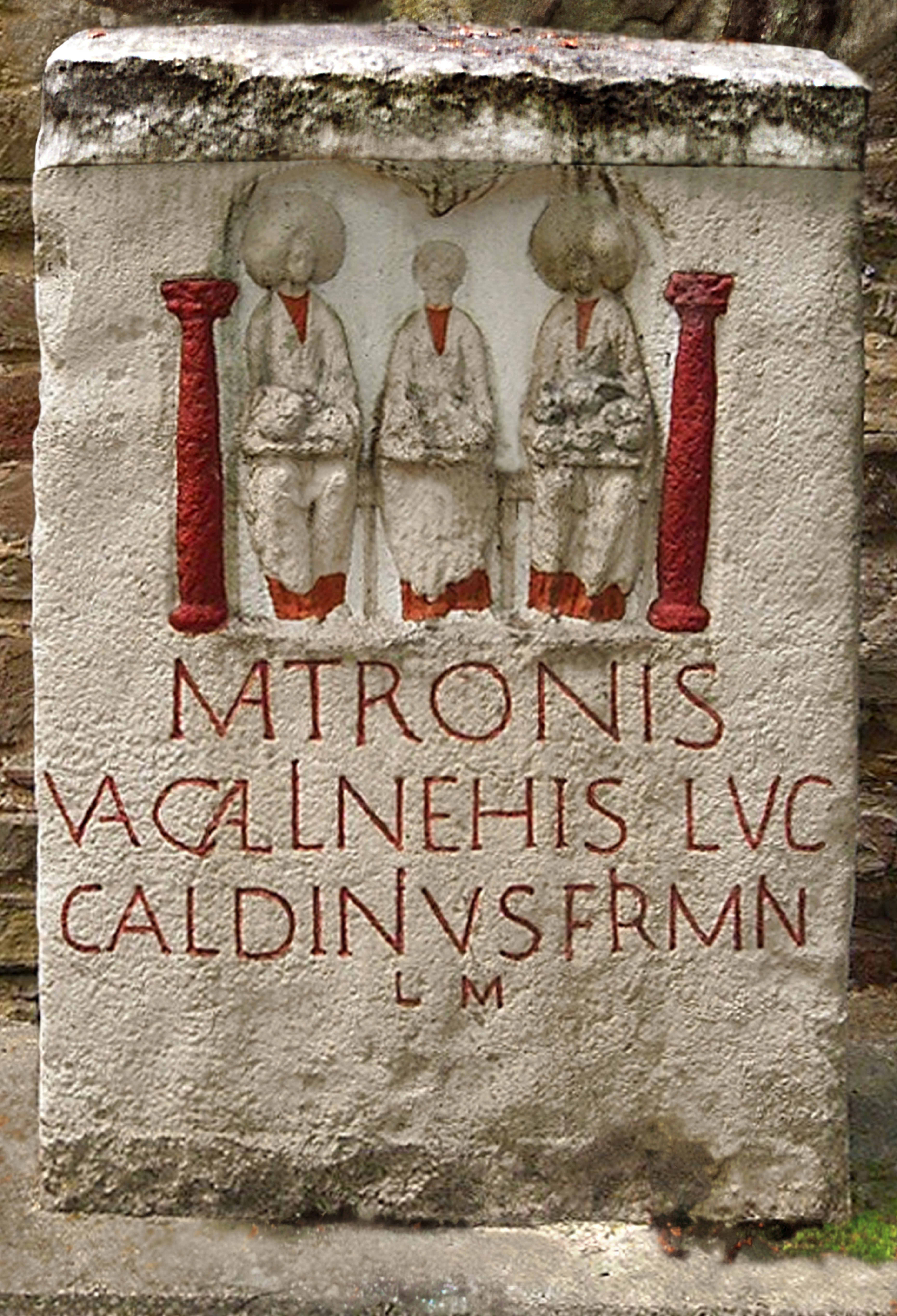
Weihestein des Lucius Caldinius Firminius an die Matronae Vacallinehae

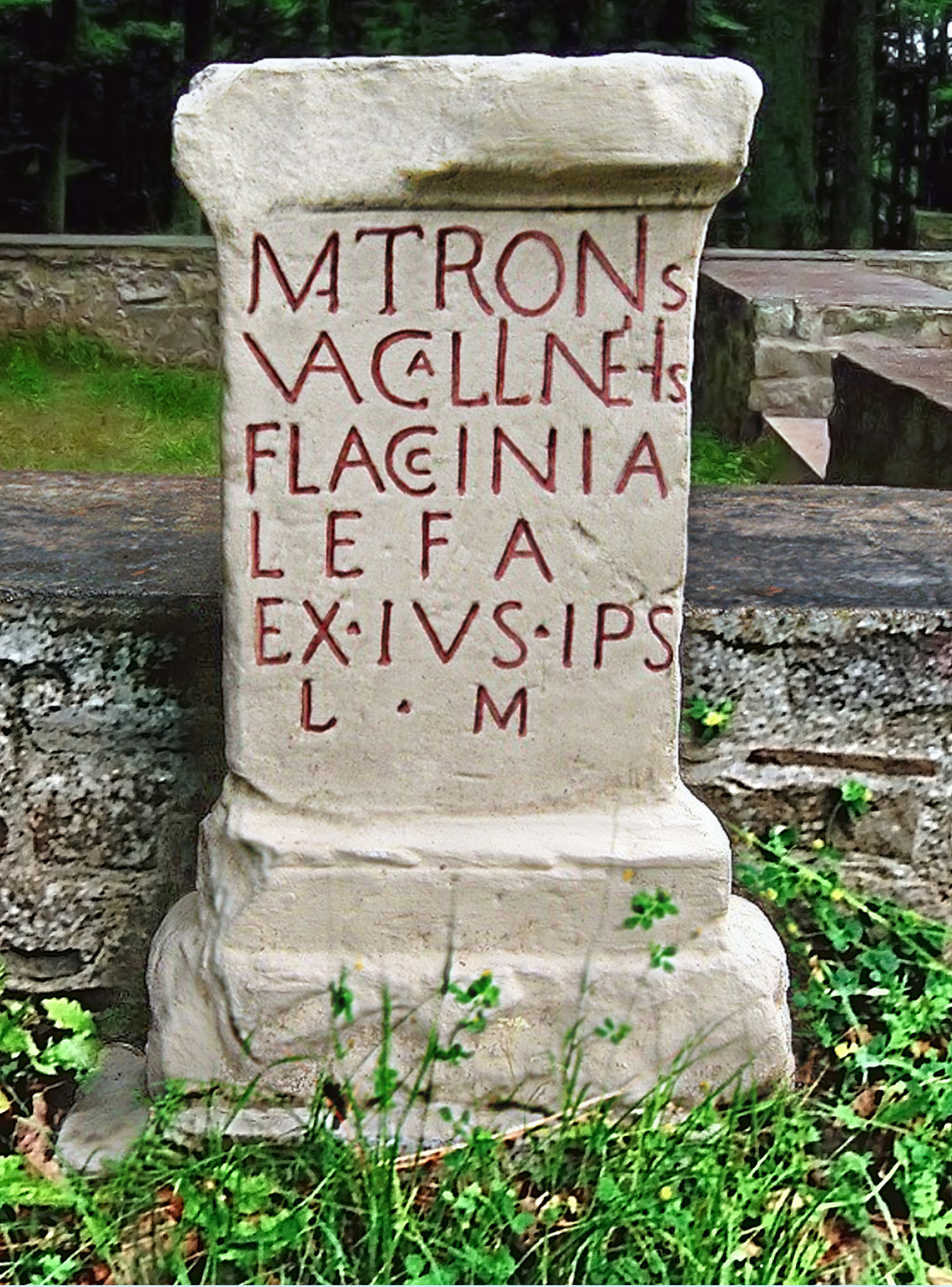
Weihestein der Flaccinia Lefa an die Matronae Vacallinehae

Vermutlich war die Kultstätte ursprünglich ein Baumkultort, der in seiner Ausbauphase den Matronae Vacallinehae oder Vocallinehae geweiht wurde. Diese Matronen waren möglicherweise die Schutzpatroninnen einer Vacalli genannten Gruppe oder Sippe der Umgebung. Diese keltisch-germanischen Muttergottheiten tauchen vor allem in Oberitalien, Gallien, Niedergermanien und Britannien auf und sind meist hervorgegangen aus Baumkulten. Besonders weit verbreitet ist der Matronenkult im römischen Rheinland. Die Namensgebung resultiert meist aus Orts-, Fluss- oder Familiennamen. Das heute vor der Anlage aufgestellte Kultbild der aufanischen Matronen ist ein Abguss eines Weihesteins aus dem benachbarten Kultort in Nettersheim aus dem frühen 3. nachchristlichen Jahrhundert (siehe Tempelbezirk Görresburg). Weitere Kultorte der Vaccalineischen Matronen in der Umgebung sind in Iversheim, Antweiler, Lessenich, Satzvey und Bonn-Endenich zu finden. Der männliche Gegenpart zu den drei weiblichen Matronae ist oft Merkur, dessen Kult durch Männerbünde, den sogenannten Kurien, oftmals am gleichen Ort gepflegt wurde, wie dies auch der Befund hier vermuten lässt. In fast dreihundert gefundenen Inschriftenfragmenten spiegelt sich religiöses Leben und Kulttätigkeit in vier Jahrhunderten wider. Darunter fanden sich überwiegend Weihungen und Votivgaben von Einheimischen an Matronen, aber auch Spuren bedeutenderer Gottheiten wie Fragmente eines Jupiter- und eines Kybele-Kultbildes zeigen.

## Die heutige Anlage
Die heute erhaltenen Reste gehen auf die letzte der drei Bauperioden zurück. Weder die älteren noch die ursprünglich aus Holz errichteten Bauteile sind in der Rekonstruktion wiedergegeben. Bei der Anlage handelt es sich um eine archäologisch-denkmalpflegerische Rekonstruktion des Kultplatzes, der Sicherung der archäologischen Befunde und Darstellung der architektonischen Situation vereinen soll. Zu dem Zweck zeigen sich dem Besucher ein bis zwei Meter hohe Aufmauerungen auf Befunden von einigen Zentimetern Höhe. Zur Visualisierung der Kultpraxis sind verschiedene Weihestein-Abgüsse den Gebäuden beigestellt.

## Bauphasen
Die Bauten der 1. und 2. Periode wurden mit der 3. Periode abgebrochen. Bis auf den unverändert gebliebenen Brunnen ist von den ältesten Bauphasen nichts sichtbar erhalten. Über die Nutzung der ältesten Baukörper kann aufgrund der schlechten Befundlage nur spekuliert und durch Reste der letzten Bauperiode geschlossen werden.

### Periode I
Mitte bis 2. Hälfte des 1. Jahrhunderts n. Chr.
Es gab einen zentralen älteren Kultplatz, der eine rechteckige Einfriedung erhielt. Nördlich von diesem lagen zwei quadratische Tempelgebäude, südlich war ein Speicherbau angelegt. Der gesamte Bezirk war mit einem Zaun umfasst. Östlich der Anlage, jenseits eines vermuteten Platzes, war ein außerhalb gelegener Brunnen, der möglicherweise als Wasserquelle und zugleich zur rituellen Reinigung diente.

### Periode II
2. Hälfte des 2. Jahrhunderts n. Chr.
Der nördlichste der beiden älteren Tempel wurde durch einen größeren Tempelbau ersetzt und die Gesamtanlage wurde vermutlich anstelle des Zauns mit einer Umfassungsmauer eingefriedet.

### Periode III
2. Viertel des 4. Jahrhunderts n. Chr.
Die letzte Periode kennzeichnet sich durch einen völligen Neubau der Anlage. Dabei wurden alle älteren Gebäude abgerissen und der gesamte Kultplatz planiert. Der Neubau orientiert sich jedoch vollkommen an der Form und Ausrichtung des alten Komplexes, es wurde jedoch nicht nur größer, sondern auch planmäßiger gebaut. Es handelt sich um die heute erhaltene und teilweise konservierte Tempelanlage mit einer Ausdehnung von 100 zu 34 Metern.
In Anlehnung an die Vorgängerbauten wurden drei Kultbauten mit gleicher Flucht und gleichen Abständen von etwa 8,80 m (= 30 römische Fuß) im Westen des vergrößerten Kultbezirks errichtet. Die auf der ganzen Breite vorgelagerte Platzanlage stand für Prozessionen und Kultfeste zur Verfügung.

## Kulthof
Anstelle des ursprünglichen zentralen Hofs wurde ein neuer angelegt, der mit einer Begrenzungsmauer umgeben war, die viele Weihesteinfragmenten der älteren Bauphasen enthielt. Ein breiter repräsentativer Eingang lag auf der Ostseite und wurde in den Ecken von zwei kleinen Räumen flankiert, die vermutlich kleinere und kostbare Weihe- und Votivgaben aufnahmen, während größere im Hof selbst errichtet wurden. Seitlich im nordöstlichen Bereich des Hofes gelegen war ein von Säulen umgebener Sechsecktempel mit einem Durchmesser von 1,6 Metern, der als prominenter Kultort innerhalb des Kulthofes angesehen werden kann und möglicherweise das steinerne Kultbild eines Baumes als Ursprung der Kultstätte aufnahm.

## Tempel

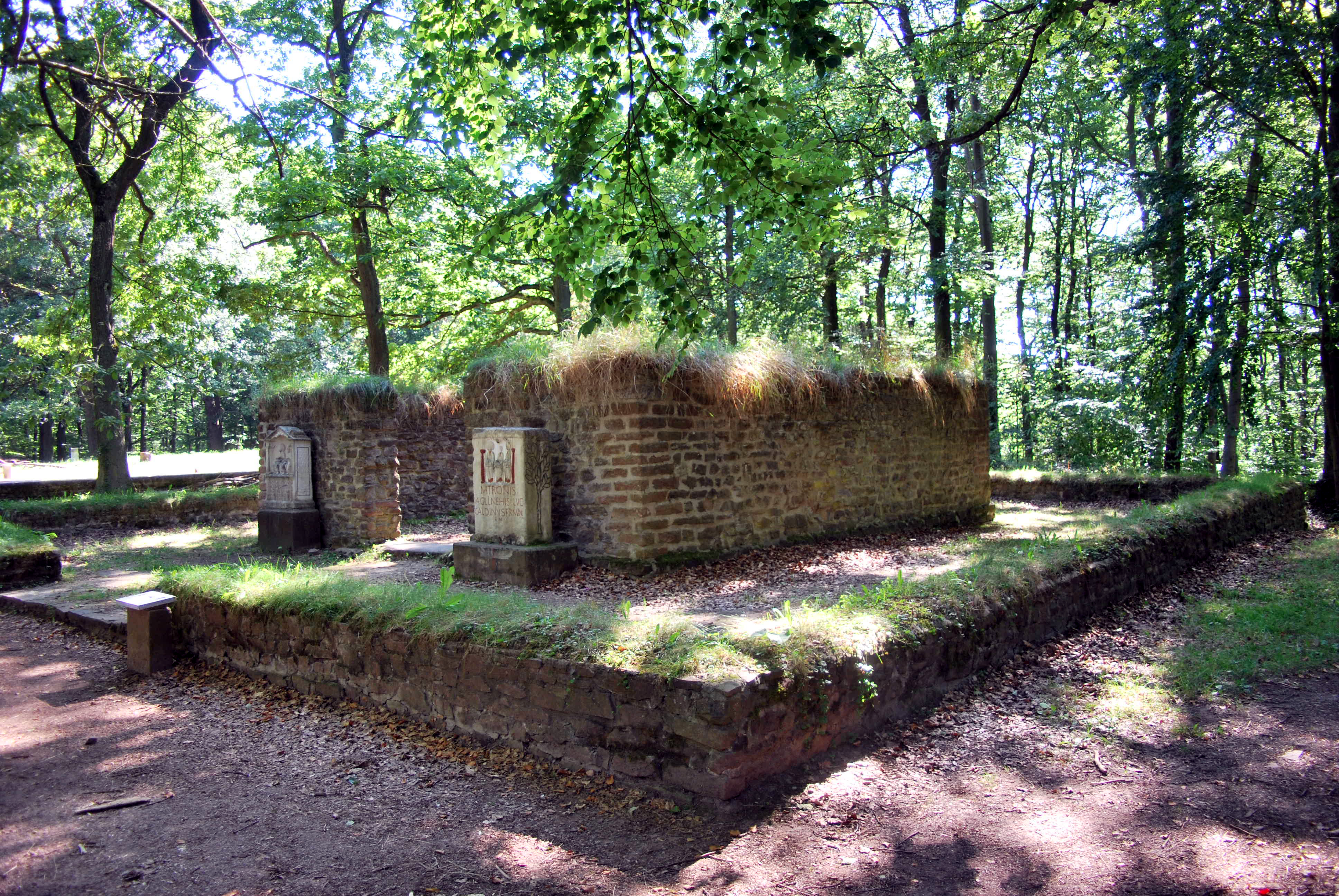
Der teilrekonstruierte gallorömische Umgangstempel

Nördlich des Hofes wurde anstelle eines älteren Tempels ein gallo-römischer Umgangstempel erbaut, dessen Cella nachweislich farbig ausgemalt war. Auch hier findet sich ein östlicher Eingang, der ehemals flankiert von Halbsäulen war. Innerhalb der Fundamentstickung wurden ebenfalls viele ältere Weihesteinfragmente aufgefunden. Der Umgang von etwa 3 m Breite besaß eine Säulenhalle mit einer denkbaren Höhe von drei Metern. Hier fand sich vermutlich das Kultbild der Vacallinehischen Matronen.

## Basilika

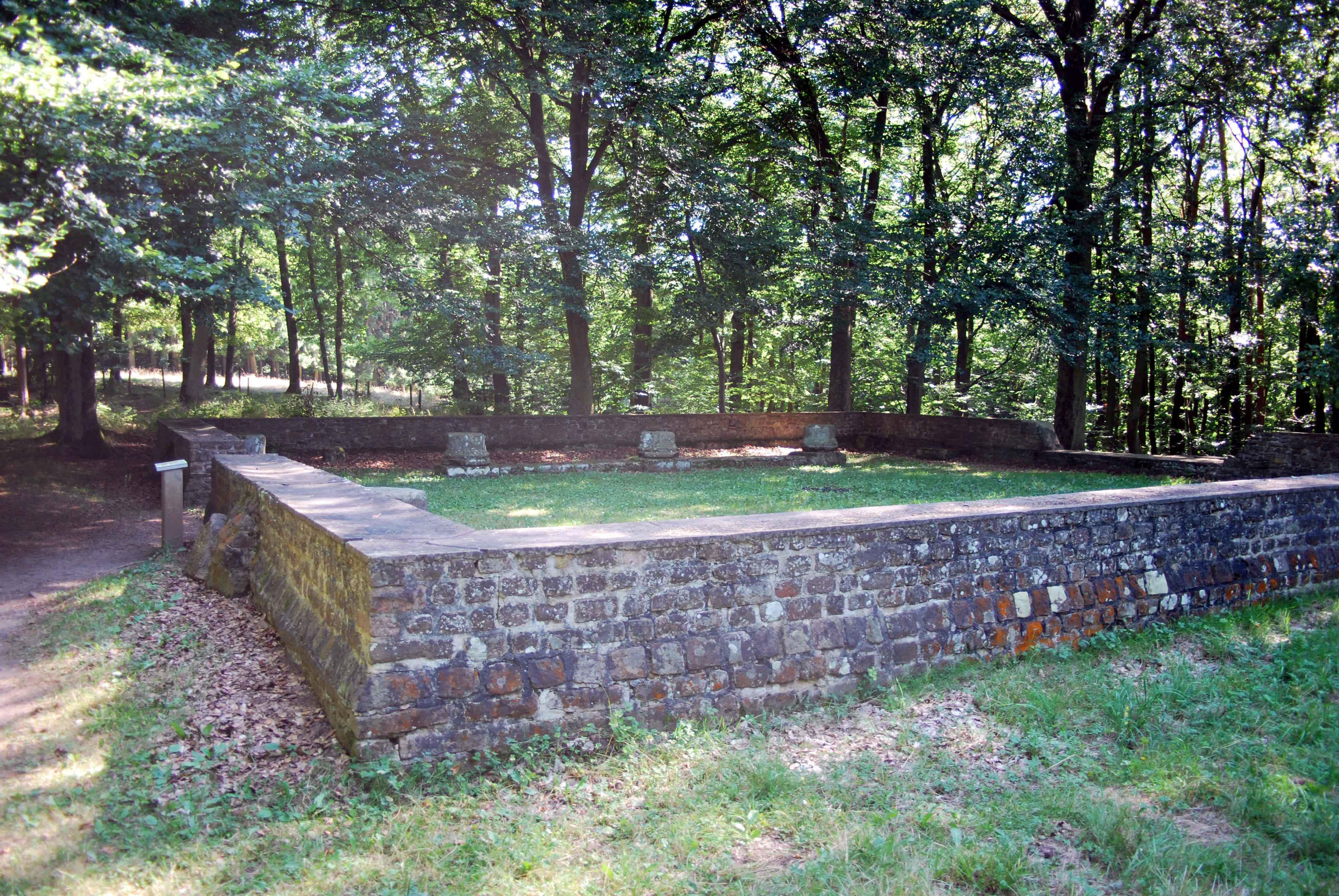
Rekonstruierte Grundmauern der Basilika

Im Süden des Hofes wurde am Ort eines alten Speicherbaus eine quadratische Basilika errichtet, die außen verputzt war und innen Malereischmuck aufwies. Im Westen hatte sie eine Apsis, die eventuell unterkellert war. Es handelt sich bei dem Bau um eine dreischiffige Basilika mit je drei unkannelierten Säulen und je zwei Halbsäulen an den Abschlüssen der Außenwände. Die Säulenbasen sind durch Mäuerchen verbunden und trugen möglicherweise Schranken. Der breite östliche Eingang war innen und außen von Säulen flankiert. Das repräsentative Gebäude stellt vermutlich den Versammlungsbau des örtlichen Männerbundes mit dem Mercurius-Kult dar.

## Profanbauten
Ein möglicherweise in Fachwerktechnik errichtetes Gebäude mit breitem Zugang befand sich südlich der Basilika. Möglicherweise wurden hier Vorratsgüter und Geräte aufbewahrt. Die Fundamente wurden nicht konserviert und sind daher heute nicht mehr erkennbar. Ein weiteres Gebäude befand sich in der südöstlichen Ecke der Kultanlage. Auch die Reste dieser mutmaßlichen Unterkunft des Kultpersonals wurde nicht konserviert. Die Ostseite der Anlage ist als Eingangs- und Schauseite durch eine begrenzende Portikus von 120 Metern Länge hervorgehoben. Sie war als Holzkonstruktion ausgeführt und bezog den älteren Brunnen mit ein. Sie diente wohl als Wandelhalle und Pilgerunterkunft sowie als Handelsplatz für Devotionalien. Die Halle ist heute im Gelände durch eine Heckenbepflanzung nachvollziehbar.